# Casimir Oyé-Mba
Casimir Oyé-Mba (Nzamaligué, 20 aprile 1942 – Parigi, 16 settembre 2021) è stato un politico gabonese.

## Biografia
È stato Primo ministro del Gabon dal maggio 1990 al novembre 1994.
Dal 1978 al 1990 è stato Presidente della Banca degli Stati dell'Africa Centrale (BEAC). Dal 1994 al 1999 è stato Ministro di Stato degli affari esteri, mentre dal 1999 al 2007 è stato Ministro di Stato per lo sviluppo e dal 2007 al 2009 Ministro di Stato per miniere e oli.
È morto di Covid-19 il 16 settembre 2021.